# Walter Tevis
Walter Stone Tevis (28 de febrer de 1928 - 8 d'agost de 1984) va ser un novel·lista i escriptor de relats curts nord-americà. Els seus llibres han servit com a font d'inspiració per a moltes pel·lícules.

## Biografia

### Primers anys
Tevis va néixer a San Francisco, Califòrnia. De nen, es va criar en el San Francisco's Sunset District, prop de l'oceà i del Golden Gate Park. Quan tenia deu anys, els seus pares el van internar en una clínica per un any mentre tornaven a Kentucky, on els havien atorgat unes terres al comtat de Madison. Als onze anys, Walter va viatjar sol a través del país per retrobar-se amb la seva família.

### Segona Guerra Mundial i Kentucky
Cap el final de la Segona Guerra Mundial, Tevis, de disset anys, va servir en el Pacífic com a ajudant de la Marina a l'USS Hamilton. Després d'haver obtingut la baixa, es va graduar de l'Escola Secundària Model l'any 1945 i va entrar a la Universitat de Kentucky on va obtenir el seu títol en literatura anglesa i va estudiar amb A.B. Guthrie, Jr., autor de la novel·la The Big Sky. Mentre estudiava allà, Tevis va treballar en un saló de billar i va publicar una història sobre el pool per a la classe de Guthrie.
Després de la graduació, es va exercir com a escriptor per la Kentucky Highway Department i va impartir classes de ciències, d'anglès i d'educació física a les escoles secundàries dels suburbis de Kentucky (Science Hill, Hawesville, Irvine i Carlisle). Més tard va començar a treballar a la Universitat del Nord de Kentucky. Va contreure matrimoni amb la seva primera esposa, Jamie Griggs, en 1957, i van romandre junts durant vint-i-set anys.

## Carrera

### Revistes
Tevis va escriure més de dues dotzenes de relats curts per a diverses revistes. "The Big Hustle", la seva història sobre el pool per Collier's (5 d'agost de 1955), va ser il·lustrada per Denver Gillen. També va publicar contes en The American Magazine, Bluebook, Cosmopolitan, Esquire, Galaxy Science Fiction, Playboy, Redbook i The Saturday Evening Post.

### Novel·les
Després de la seva primera novel·la, The Hustler (Harper & Row, 1959), va escriure The Man Who Fell to Earth, publicada en 1963 per Gold Medal Books. Va fer classes de literatura anglesa i d'escriptura creativa a la Universitat d'Ohio (en Athens, Ohio) entre 1965 i 1978, on va rebre un Màster en Belles arts (MFA).
Mentre ensenyava a la Universitat d'Ohio, Tevis es va adonar que el nivell literari dels estudiants estava baixant de manera alarmant. Aquesta observació li va donar la idea per Mockingbird (1980), ambientada en una Nova York lúgubre del segle XXV. En l'obra, la població decau, ningú sap llegir, i els robots governen als desorientats humans. Atès que la taxa de naixements és molt baixa, la fi de l'espècie es presenta com una possibilitat. Tevis va ser nominat al premi Nébula en la categoria de millor novel·la de 1980 per Mockingbird. Durant una de les seves últimes entrevistes televisades, va revelar que la Public Broadcasting Service (PBS) havia planejat en una ocasió crear una producció de Mockingbird com a continuació de la seva pel·lícula The Lathe of Heaven, de 1979.
Tevis també va escriure The Steps of the Sun (1983) i The Queen's Gambit (1983). Els seus relats curts van ser publicats en la col·lecció Far from Home (Doubleday, 1981). En The Man Who Fell to Earth es descriuen diversos aspectes de la infància de Tevis, com fa notar James Sallis en el Boston Globe:
 
| « | A la superfície, The Man Who Fell to Earth és la història d'un extraterrestre que arriba a la Terra per salvar la seva pròpia civilització i, a causa de les 'adversitats, les distraccions i la pèrdua de fe ("ho desitjo ... però no prou"), falla. Aprofundint una mica, pot llegir-se com una paràbola del convencionalisme de la dècada de 1950 i de la Guerra Freda. Entre moltes altres coses és, segons Tevis, "una autobiografia molt disfressada", la història de la seva partida quan era nen de Sant Francesc, "la ciutat de la llum", cap a la rural Kentucky, i la malaltia de la seva infància que el va confinar a l'repòs, deixant-ho, un cop ja recuperat, feble, fràgil i apartat. La novel·la també va tractar (com es va adonar l'autor una vegada que la va haver acabat) de la seva transformació en un alcohòlic. Més enllà d'això, és, per descomptat, una paràbola cristiana, i el retrat d'un artista. És, finalment, un dels llibres més descoratjadors que conec, un relat de gran ambició i un terrible fracàs, i una evocació de l'absoluta i irremeiable solitud humana. | » |

### Pel·lícules
Tres de les seves sis novel·les van ser la inspiració per a les pel·lícules homònimes. The Hustler i The Color of Money (1984) van mostrar les aventures del buscavides fictici "Fast Eddie" Felson. The Man Who Fell to Earth va ser portada al cinema en 1976 per Nicolas Roeg i novament en 1987 com una pel·lícula per TV.
La novel·la The Queen's Gambit va ser estrenada en la plataforma Netflix el 23 d'octubre de 2020 amb el mateix títol i consta de set episodis.

## Últims anys
Membre del Authors Guild, Tevis va passar els seus últims anys a la ciutat de Nova York dedicant-se completament a les seves activitats com a escriptor. Va morir allà de càncer de pulmó en 1984 i les seves restes descansen en Richmond, Kentucky.
Els seus llibres han estat traduïts al francès, alemany, italià, espanyol, portuguès, neerlandès, danès, suec, noruec, finès, islandès, grec, eslovac, serbocroata, hebreu, turc, japonès i tailandès.
L'any 2003, Jamie Griggs Tevis va publicar la seva autobiografia, My Life with the Hustler. Va morir el 4 d'agost de 2006. La seva segona esposa, Eleanora Tevis, és la representant dels drets d'autor de Tevis.

## Obres

### Novel·les
| Any  | Títol |
| ---- | --- |
| 1959 | The Hustler                                                                                                   |
| 1963 | The Man Who Fell to Earth                                                                                     |
| 1980 | Mockingbird                                                                                                   |
| 1983 | The Steps of the Sun                                                                                          |
| 1983 | The Queen's Gambit - Gambit de dama, traduïda al català per Jordi Boixadós i Marc Barrobés (Columna Edicions) |
| 1984 | The Color of Money                                                                                            |

### Col·leccions
- Far from Home, 1981

### Relats curts
Alguns d'aquests relats van tornar a imprimir-se en 1981 en la col·lecció Far from Home:
- "The Best in the Country", Esquire, novembre de 1954.
- "The Big Hustle", Collier's, 5 d'agost de 1955.
- "Misleading Lady", The American Magazine, octubre de 1955.
- "Mother of the Artist", Everywoman's, 1955.
- "The Man from Chicago", Bluebook, gener de 1956.
- "The Stubbornest Man", The Saturday Evening Post, 19 de gener de 1957. John Bull (Londres), 29 de juny de 1957. Familie Journal (Copenhaguen), setembre de 1957.
- "The Hustler" (títol original, "The Actors"), Playboy
- "Operation Gold Brick", If, juny de 1957 (àlies "The Goldbrick").
- "The IFTH of OOFTH", Galaxy, abril de 1957
- "The Big Bounce", Galaxy, febrer de 1958.
- "Sucker's Game", Redbook, agost de 1958.
- "First Love", Redbook, agost de 1958.
- "Far From Home", The Magazine of Fantasy & Science Fiction, desembre de 1958.
- "Alien Love" (títol de l'autor: "The Man from Budapest"), Cosmopolitan, gener de 1959.
- "A Short Ride in the Dark", Toronto Star Weekly Magazine, 4 d'abril de 1959.
- "Gentle Is the Gunman", The Saturday Evening Post, 13 d'agost de 1960.
- "The Other End of the Line", The Magazine of Fantasy & Science Fiction, novembre de 1961.
- "The Machine That Hustled Pool", Nugget, febrer de 1961.
- "The Scholar's Disciple", College English, octubre de 1969.
- "The King Is Dead", Playboy, setembre de 1973.
- "Rent Control", Omni, octubre de 1979.
- "The Apotheosis of Myra", Playboy, juliol de 1980.
- "Tiro", The Magazine of Fantasy & Science Fiction, octubre de 1980.
- "Out of Luck", Omni, novembre de 1980.
- "Sitting in Limb", Far from Home, 1981.
- "Daddy", Far from Home, 1981.
- "A Visit from Mother", Far from Home, 1981.

### Antologies selectes
- The Kentucky Anthology: Extracte de The Color of Money
- Home and Beyond: An Anthology of Kentucky Short Stories: "Rent Control"